# 연현중학교
연현중학교(鳶峴中學校)는 대한민국 경기도 안양시 만안구 석수동에 있는 공립 중학교이다.

## 학교 연혁
- 2001년 4월 26일 : 연현중학교 설립인가 (공립 42학급)
- 2002년 3월 1일 : 초대 한근수 교장 취임
- 2002년 3월 4일 : 2002학년도 입학식 (11학급 461명)
- 2005년 2월 16일 : 제1회 졸업식 (12학급 459명)
- 2023년 3월 1일 : 제6대 양자경 교장 부임
- 2023년 12월 11일 : 제20회 졸업식 (남 167명, 여 94명) (누계 8,477명)
- 2024년 3월 8일 : 제23회 입학식(1학년 9학급 243명)

## 참고 자료
- 연현중학교 - 한국교육학술정보원 학교알리미